# 小行星10315
小行星10315（10315 Brewster）是一颗绕太阳运转的小行星，为主小行星带小行星。该小行星于1990年9月23日发现。

## 轨道参数
小行星10315的轨道半长轴为2.3832284 UA，离心率为0.281。